# 종신 물권
|                                           |
| 미국의 재산법                             |
| 미국법 시리즈                             |
| 재산 획득                                 |
| 증여 · 취득시효 · 채권양도                |
| 유실물                                    |
| 처분 · 위탁 · 허가                        |
| 재산권                                    |
| 완전 사유권 · 단순부동산권 · 한사부동산권 |
| 생애부동산권 · 조건부 부동산권            |
| 미래권리 · 부동산 공동소유                |
| 부동산임차권 · 연립주택                   |
| 토지권리의 양도 증서                      |
| 선의의 취득자 · 권원등기제도              |
| 양도증서에 의한 금반언 · 권리 포기서      |
| 임대차 · 형평법상 재산권의 이전           |
| 소유권부담제거소송 · 국가귀속             |
| 미래사용 제한                             |
| 양도제한                                  |
| 영구구속금지의 원칙                       |
| 쉘리사건의 원칙                           |
| 상속권원우선원칙                          |
| 비소유 토지권                             |
| 지역권 · 이익                             |
| 토지와 함께 이전하는 약관                 |
| 에퀴티상의 지역권                         |
| 관련 주제                                 |
| 부착물 · 훼손 · 분할                      |
| 용수권                                    |
| 측면‧지하지지권                           |
| 네모닷                                    |
| 미국법의 다른 영역                        |
| 계약법 · 불법행위법                       |
| 유언신탁법                                |
| 형법 · 증거법                             |

종신 물권(life estate), 혹은 종신 재산, 종신 부동산권, 생애부동산권이라도 한다.

## 권리
종신물권 보유자는 임대하고 임대수익을 올리거나 자신의 물권의 전체까지 타인에게 양도할 수 있다.

## 의무
종신 물권을 가진 사람은 해당 부동산을 합리적인 수준에 수선할 의무가 있다. (따라서 완벽한 상태로 수선할 의무는 없다.) 합리적인 수준이란 해당 부동산을 임대하면서 얻는 수익이나 임대했을 때 얻을 수익 수준의 규모에서 수선을 하는 것이다. 또한 부동산에 설정된 다른 물권(예: 저당권)에 대한 이자와 재산세 등을 납부할 의무가 있다. 단 원금에 대한 의무는 없다. 종신물권자는 자신의 사후에 취득자를 위해 부동산에 보험을 들 필요는 없다. 또 제3자가 일으킨 손해에 대해 보상할 필요도 없다.
또 부동산을 훼손하거나 가치를 떨어뜨리는 일을 해서는 안된다.

## 같이 보기
- 단순부동산권(fee simple)
- 한사부동산권(fee tail)
- 생애부동산권(life estate)
- 부동산임차권(leasehold estate)